# Friedberg (Steiermark)

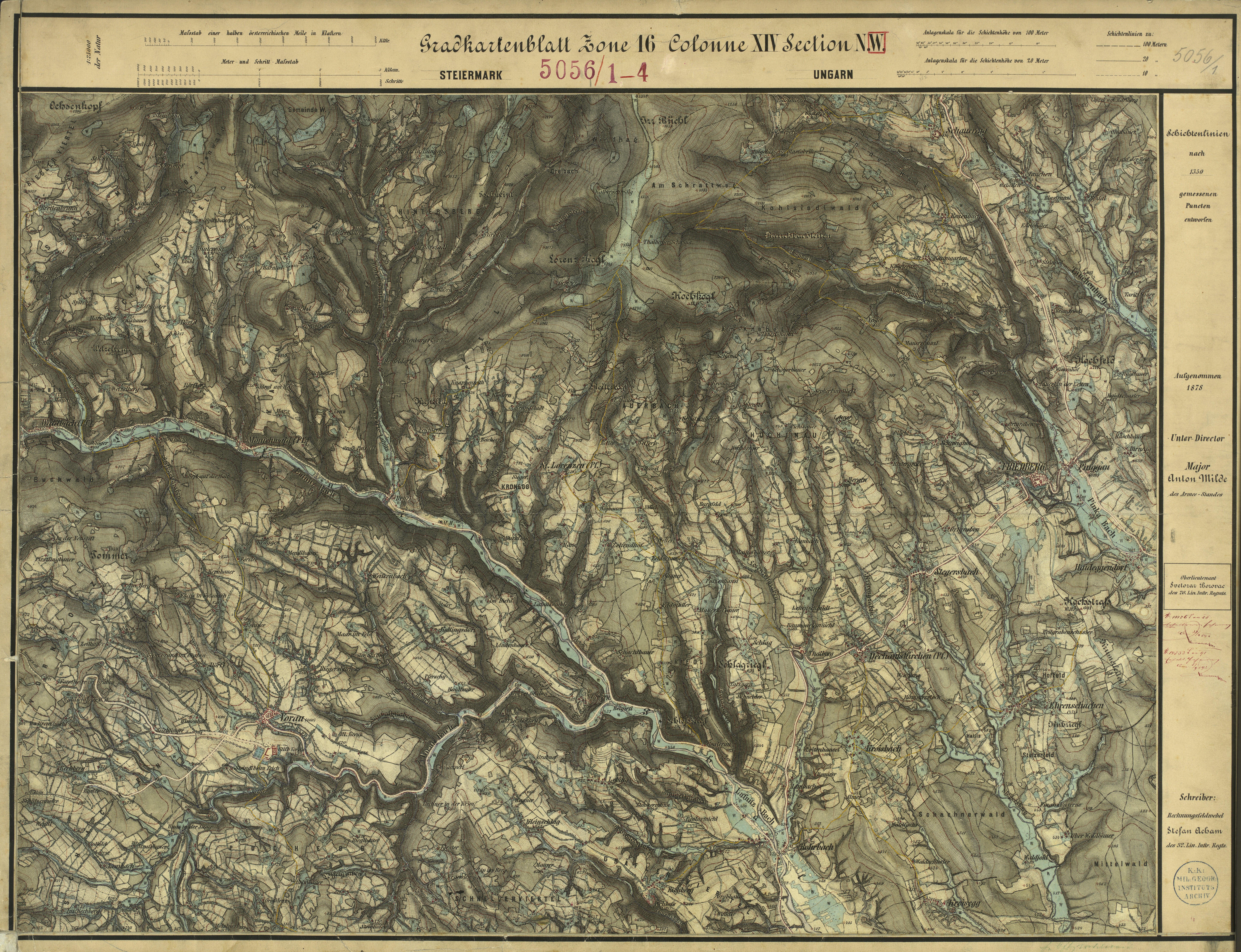
Friedberg (rechts) um 1878 (Aufnahmeblatt der Landesaufnahme)

Friedberg ist eine Stadtgemeinde mit 2657 Einwohnern (Stand 1. Jänner 2024) in der nordöstlichen Steiermark im politischen Bezirk Hartberg-Fürstenfeld und im Gerichtsbezirk Fürstenfeld.

## Geografie

### Geografische Lage
Die Stadtgemeinde Friedberg liegt exponiert am südlichen Abhang des Wechselgebirges nahe dem Dreiländereck Steiermark-Niederösterreich-Burgenland. Sie befindet sich im Nordosten des Bezirkes Hartberg-Fürstenfeld in einer Entfernung von ca. 20 km zur Bezirkshauptstadt Hartberg.
Der tiefstgelegene Punkt liegt bei Oberwaldbauern mit 455 m ü. A., der höchste Punkt in der Nähe des Hilmtores mit knapp über 1000 m. Die Altstadt selbst befindet sich auf knapp 600 m. Landschaftlich gehört der nördliche Teil der Gemeinde zum Wechsel / Steirische Zentralalpen und der südliche zum südburgenländischen Riedelland / Alpenvorland.
Die Stadt selbst ist mit der benachbarten Marktgemeinde Pinggau räumlich zusammengewachsen.

### Gemeindegliederung
| Katastralgemeinden                                                  | Ortschaften in der Gemeinde |
| ------------------------------------------------------------------- | --- |
| Ehrenschachen (8,21 km²) Friedberg (9,78 km²) Schweighof (7,88 km²) | Ehrenschachen (D) · Friedberg (Stt) · Oberwaldbauern (W) · Ortgraben (Stt) Hochstraß (R) Maierhöfen (ZH) Schwaighof (R) · Stögersbach (D) |
| Legende                                                             | |

| In der Spalte Katastralgemeinden sind sämtliche Katastralgemeinden einer Gemeinde angeführt. In der Klammer ist die jeweilige Fläche in km² angegeben. |
| In der Spalte Ortschaften sind sämtliche von der Statistik Austria erfassten Siedlungen, die auch eine eigene Ortschaftskennziffer aufweisen, angeführt. In der Hierarchieebene derselben Spalte, rechts eingerückt, werden nur Ansiedlungen, die mindestens aus mehreren Häusern bestehen, dargestellt. Die wichtigsten der verwendeten Abkürzungen sind: - M = Hauptort der Gemeinde - Stt = Stadtteil - R = Rotte - W = Weiler - D = Dorf - ZH = Zerstreute Häuser - Sdlg = Siedlung - Hgr = Häusergruppe - E = Einzelgehöft (nur wenn sie eine eigene Ortschaftskennziffer haben) Die komplette Liste der Statistik Austria ist in: Topographische Siedlungskennzeichnung nach STAT Zu beachten ist, dass manche Orte unterschiedliche Schreibweisen haben können. So können sich Katastralgemeinden anders schreiben als gleichnamige Ortschaften bzw. Gemeinden. Quelle: Statistik Austria – |

Die Stadtgemeinde Friedberg gliedert sich
- geografisch in die Ortschaften (Einwohner Stand 1. Jänner 2024[2]):
  - Ehrenschachen (637)
  - Friedberg (347)
  - Oberwaldbauern (25)
  - Ortgraben (1280) mit Hochstraße und Maierhöfen
  - Schwaighof (236)
  - Stögersbach (132)

- administrativ in die Katastralgemeinden 64007 Friedberg, 64005 Ehrenschachen und 64018 Schweighof
- administrativ in die Wahlsprengel Stadt, Ortgraben und Ehrenschachen
- statistisch in die Zählsprengel 62211000 Friedberg-Stadt, 62211001 Friedberg-Umgebung und 62211002 Ehrenschachen

### Eingemeindungen
1968 wurden die bis dahin eigenständigen Gemeinden Ehrenschachen und Friedberg zur heutigen Stadtgemeinde Friedberg vereinigt.

### Nachbargemeinden
| Pinggau         | Pinggau                                     | Pinggau |
| Dechantskirchen | Kompassrose, die auf Nachbargemeinden zeigt | Pinggau |
| Dechantskirchen | Pinkafeld                                   | Pinggau |

## Geschichte

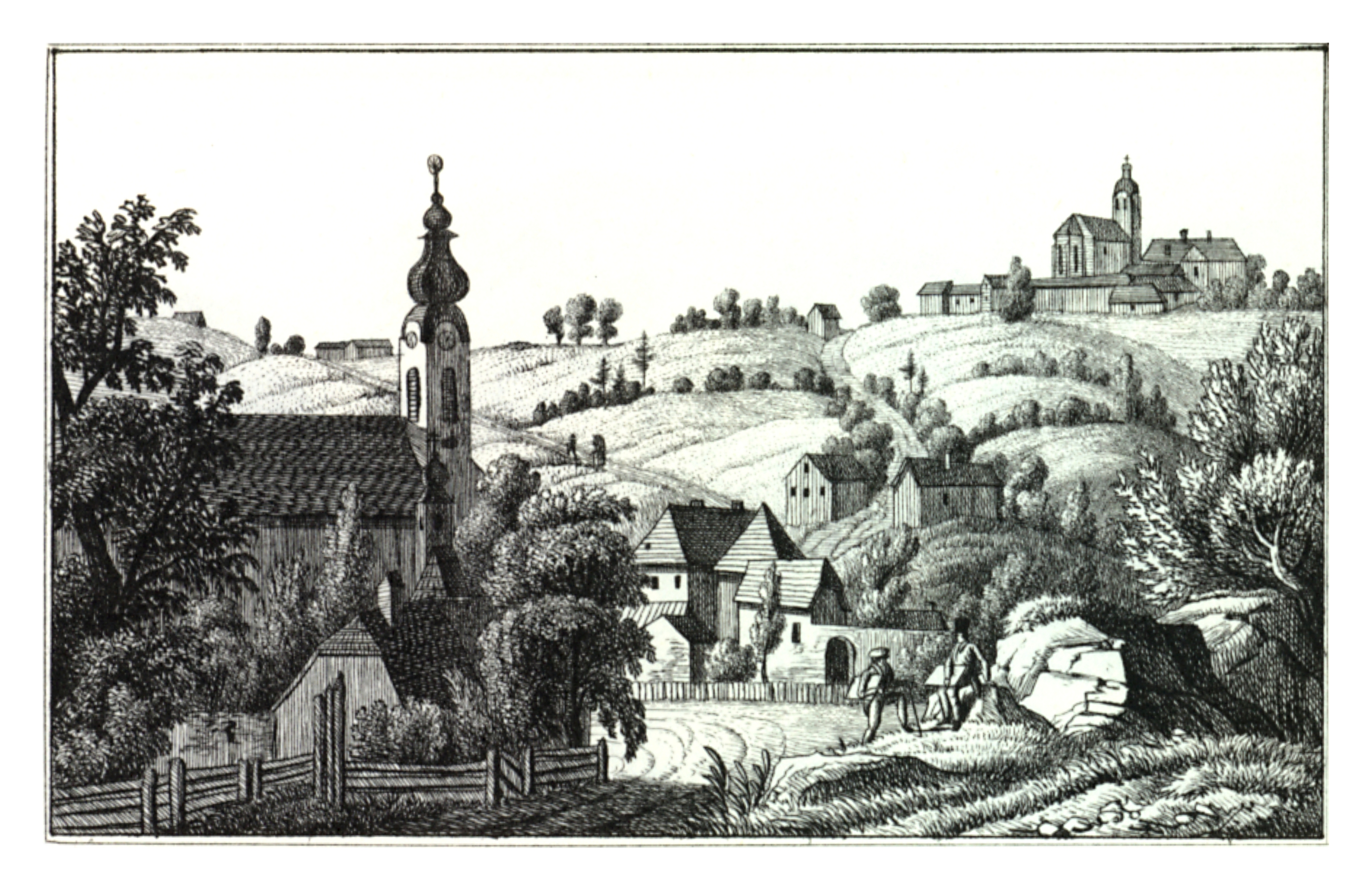
Friedberg von Pinggau aus gesehen, Lith. um 1820, J.F. Kaiser

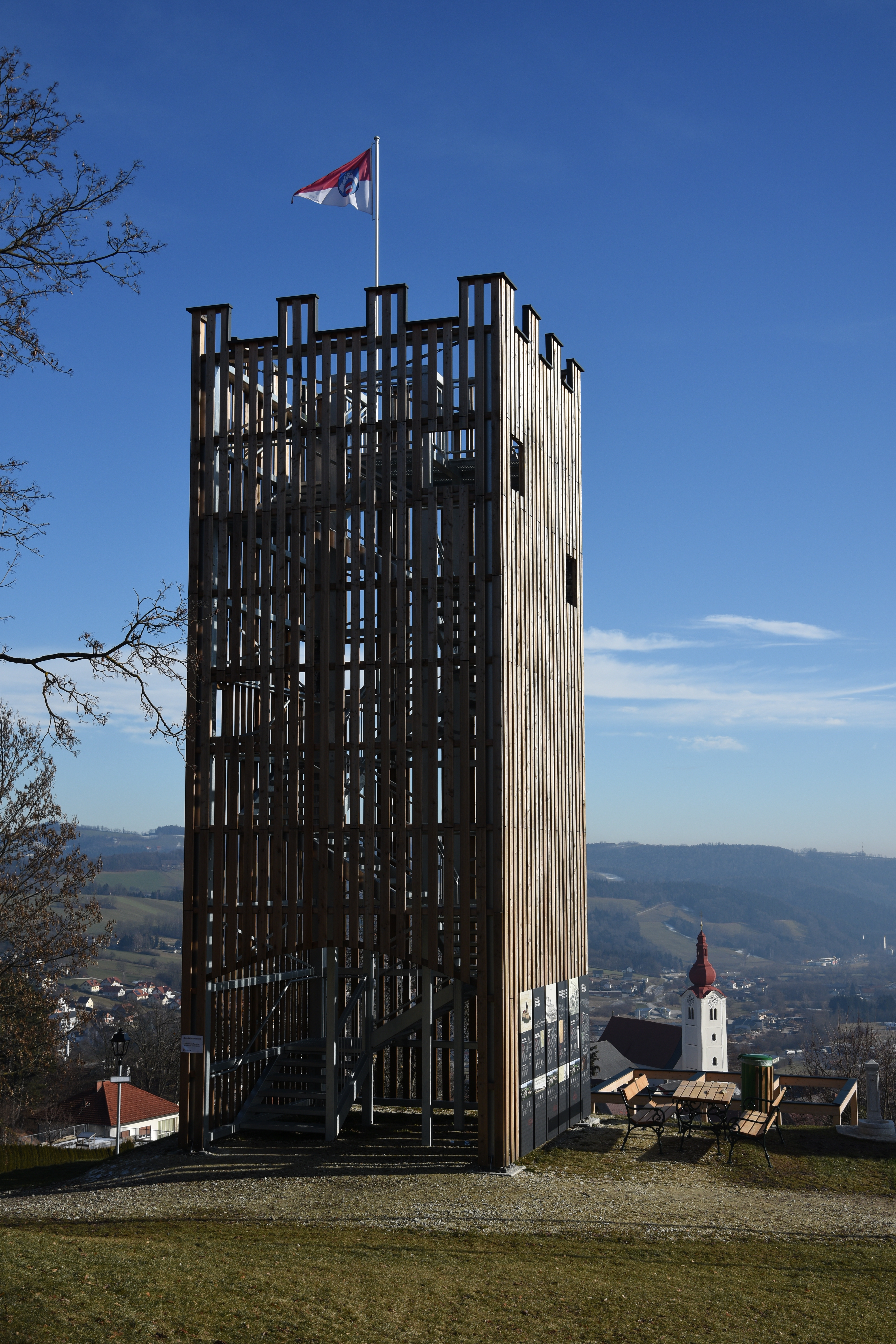
Aussichtsturm Friedberg

Die Stadt Friedberg (ehemals Friburg und Friberg geheißen) wurde unterhalb einer seit ungefähr 1170 bestehenden Wehrburg zum Schutz der Wechsel Straße errichtet. Die Stadt wurde von Leopold V. aus Teilen der Lösegelder für den englischen König Richard I. Löwenherz 1194 erbaut. Die erste bekannte urkundliche Nennung als Stadt stammt aus 1254 (fridberc).
Im Mittelalter war die Stadt Sitz einer bedeutenden Burganlage (später Doppelschloss). Friedberg wurde mehrfach Opfer von Türken- und Ungarneinfällen (z. B. 1418) wie auch von Stadtbränden. Heute ist das Schloss abgetragen, an seiner Stelle wurde ein weithin sichtbares Kriegerdenkmal errichtet.

### Bevölkerungsentwicklung
Mit Stichtag 1. Jänner 2021 lebten in Friedberg insgesamt 2813 Personen (2625 Haupt- und 194 Nebenwohnsitze).

## Kultur und Sehenswürdigkeiten

### Bauwerke

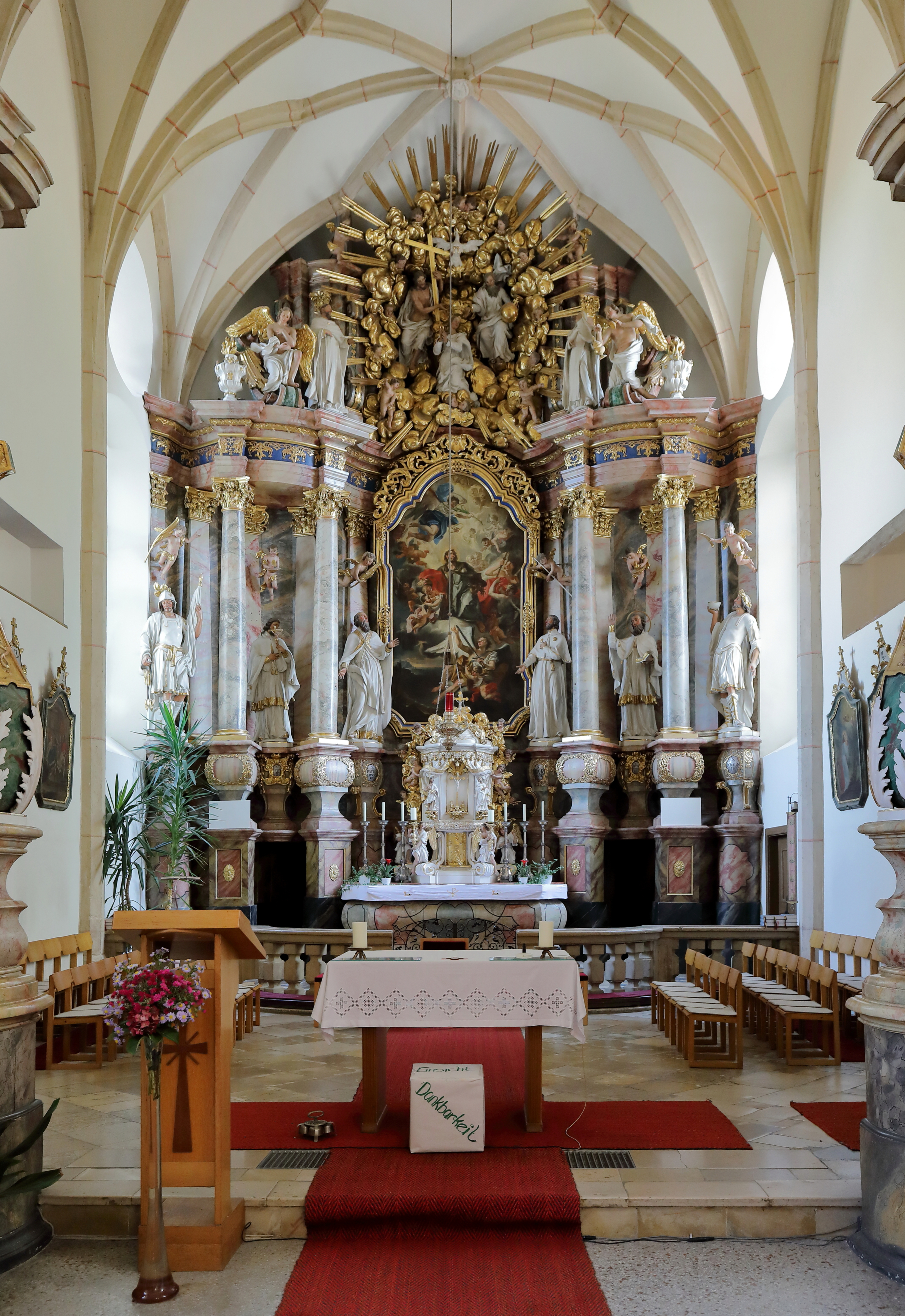
Der bemerkenswerte barocke Hochaltar der Stadtpfarrkirche Friedberg

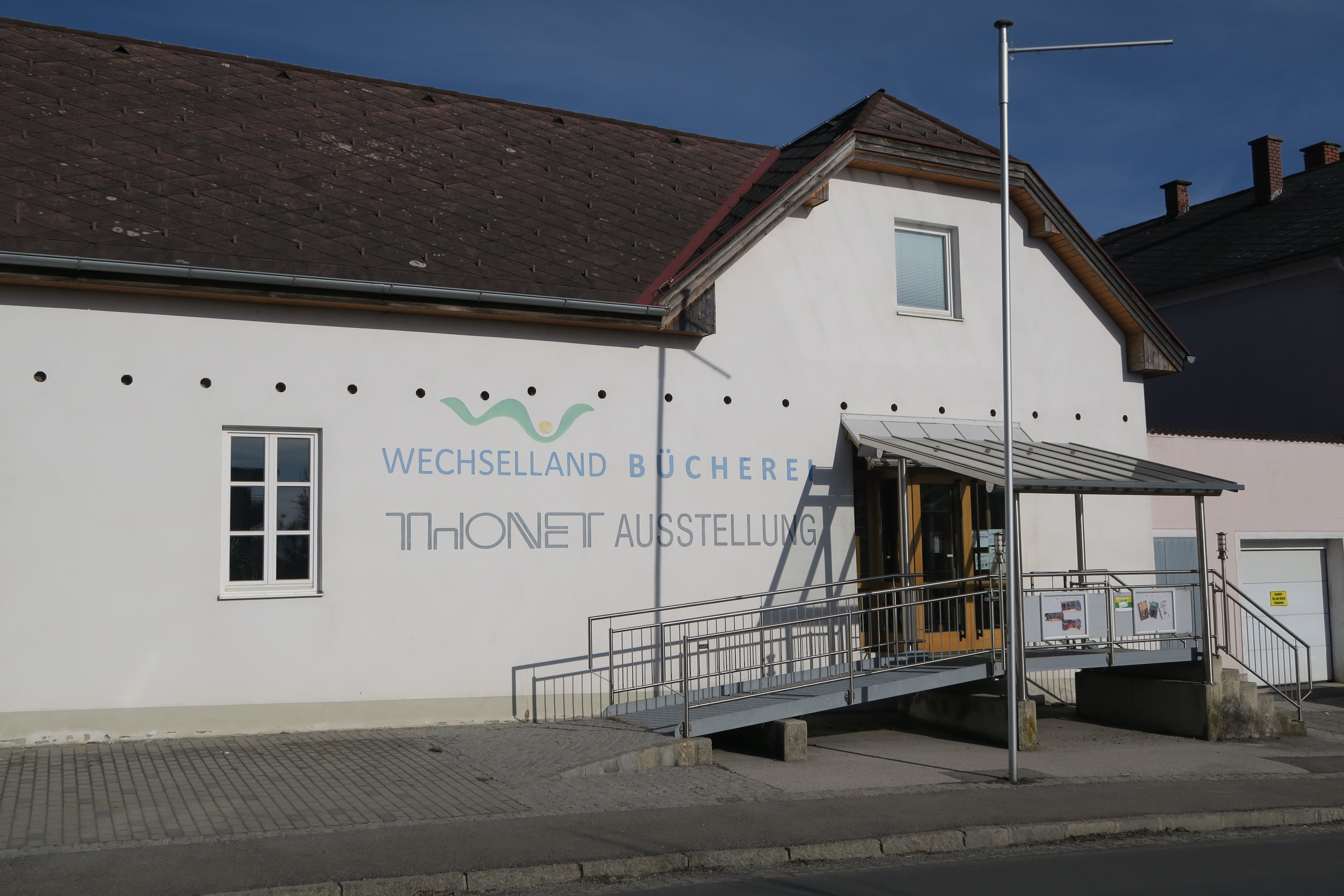
Thonet Sesselmuseum

- Der planmäßig errichtete historische Stadtkern zeigt einen der schönsten geschlossenen mittelalterlichen Hauptplätze der Steiermark. Das ehemalige Ungartor (eines der ehemaligen Stadttore von Friedberg) wurde im Jahre 1994 beim Steg über den Ortgraben wieder errichtet.
- Katholische Stadtpfarrkirche Friedberg hl. Jakobus der Ältere: Die Kirche wurde Ende des 12. Jahrhunderts im romanischen Stil errichtet, im Jahre 1418 aber von den Ungarn zerstört. Der gotische Neubau wurde aber bereits zwischen 1529 und 1532 von den Türken stark in Mitleidenschaft gezogen. Die heutige Kirche ist auf dem gotischen Sockel gebaut und wartet mit einer reichen barocken Ausstattung auf.
- Das weithin sichtbare Kriegerdenkmal steht an der Stelle des ehemaligen Doppelschlosses.
- Im Sesselmuseum der Firma Thonet sind über 80 Exponate ausgestellt, unter anderem der Weltausstellungstisch von London 1851 sowie der einzige in Privatbesitz befindliche Liechtenstein-Stuhl.

### Veranstaltungen
Pfingstfest
- Stadthalle Friedberg / Pfingsten
- Veranstalter: Sportverein Friedberg

Steinbruchfest
- Steinbruch Friedberg / August
- Veranstalter: Freiwillige Feuerwehr Friedberg

Oktoberfest
- Stadthalle Friedberg / Ende September
- Veranstalter: Stadtkapelle Friedberg

## Wirtschaft und Infrastruktur
Friedberg ist Mitglied der oststeirischen 8-Städte-Kooperation, die es sich zum Ziel gesetzt hat, die Kaufkraft in der Region zu stärken.

### Verkehr

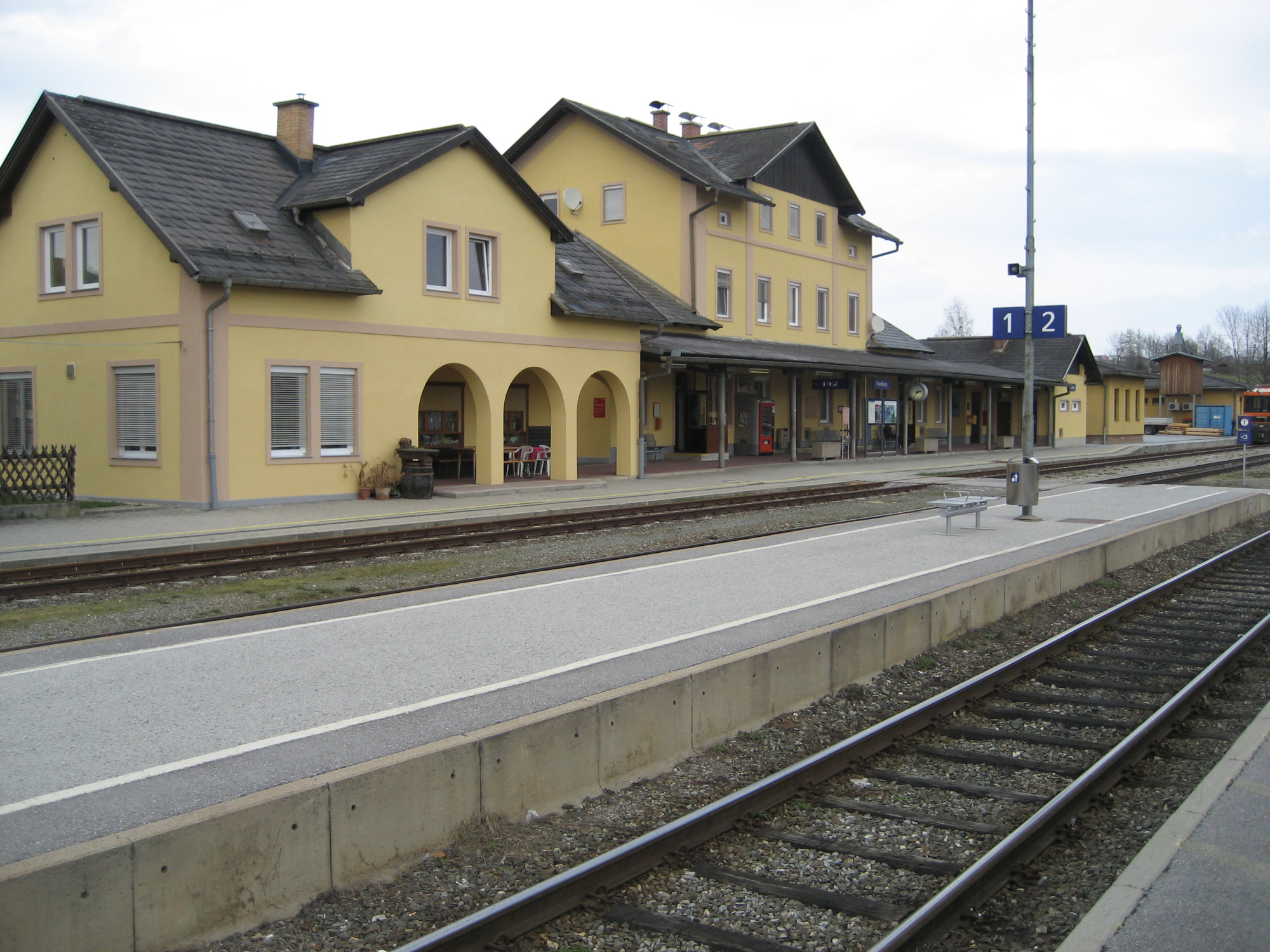
Der Bahnhof in Friedberg

- Der Bahnhof Friedberg ist ein Eisenbahnknotenpunkt. Hier treffen sich die Thermenbahn nach Fehring, die Wechselbahn nach Aspang sowie die Pinkatalbahn nach Oberwart. Die Thermenbahn und die Wechselbahn bieten zweistündliche Regionalzug-Verbindungen nach Hartberg bzw. Wien. Der Personenverkehr auf der Pinkatalbahn zwischen Friedberg und Oberwart wurde im August 2011 eingestellt.
- Bus: Des Weiteren werden die Busstationen entlang der B54 zwischen Schäffernsteg und Graz von einer Buslinie bedient, die einen Verkehr nach Wien über Schäffernsteg und zurück anbietet. Da auf der Linie zwischen Schäffernsteg und Graz ein Bedienungsverbot besteht, kann Graz von Friedberg über jene Linie nicht direkt erreicht werden. Es bestehen direkte Verbindungen nach Wien und welche, die ein Umsteigen in Schäffernsteg erfordern. Die Buslinie wird hauptsächlich von Pendlern benützt. Die Bezirkshauptstadt Hartberg und die Landeshauptstadt Graz können über Regionalbuslinien erreicht werden.
- Die Wechsel Straße B 54 von Wiener Neustadt nach Gleisdorf verläuft durch das Gemeindegebiet. Über sie und die Steinamangerer Straße B 63 kann die Süd Autobahn A 2 über die Anschlussstelle Friedberg-Pinggau (95) in etwa fünf Kilometer erreicht werden.
- Durch die Gemeinde führt mit dem Ostösterreichischen Grenzlandweg ein österreichischer Weitwanderweg.

### Tourismus
Die Gemeinde bildet gemeinsam mit Dechantskirchen, Pinggau und St. Lorenzen am Wechsel den Tourismusverband „Wechselland“. Dessen Sitz ist die Stadtgemeinde Friedberg.

### Bildung
In Friedberg existieren eine Volksschule, eine Mittelschule und eine Polytechnische Schule. Ebenfalls befindet sich die Wechsellandbücherei in Friedberg.

### Gesundheit und Pflege
- Im Sozialzentrum der Stadt befinden sich Stützpunkte des Roten Kreuzes, der Volkshilfe, der Hauskrankenpflege sowie ein psychosoziales Beratungszentrum.[7] Des Weiteren sind in Friedberg eine Apotheke, praktische Ärzte und einige Fachärzte ansässig.[8]
- Die Caritas Steiermark betreibt in Friedberg ein Pflegewohnhaus.[9]

## Politik

### Bürgermeister
Der Polizeibeamte Wolfgang Zingl (SPÖ) wurde im Rahmen der konstituierenden Sitzung des Gemeinderats am 16. April 2015 zum Bürgermeister gewählt. Er ist der erste SPÖ-Bürgermeister in der Geschichte der Stadt Friedberg. Zingl tritt die Nachfolge von Karl Mathä (ÖVP) an, der sich aus der Stadtpolitik zurückzog. Der Aufsehen erregende Wechsel wurde deshalb möglich, weil die ÖVP bei der Gemeinderatswahl die absolute Mehrheit verlor und die SPÖ mit der FPÖ eine Koalition einging. Die Angelobung wurde durch Bezirkshauptmann Max Wiesenhofer vorgenommen.
Dem Stadtvorstand gehören weiter der Vizebürgermeister Harald Binder (SPÖ) und der Finanzreferent Michael Krammer (ÖVP) an.
Amtsleiter ist Ewald Grill.

### Gemeindestrukturreformen
Mit dem 1. Jänner 1968 wurde die bis dahin eigenständige Gemeinde Ehrenschachen eingegliedert.
Eine Fusion der Stadtgemeinde Friedberg mit der Marktgemeinde Pinggau, deren Hauptorte schon seit Jahrzehnten einen zusammenhängenden Siedlungskörper bilden, scheiterte im Rahmen der Steiermärkischen Gemeindestrukturreform 2015. Dies kann damit begründet werden, dass die Stadtgemeinde Friedberg aufgrund der wirtschaftlichen Hegemonie der Marktgemeinde Pinggau nicht mehr der zentrale Rolle in einer etwaigen gemeinsamen Gemeinde einnehmen würde. Zudem besteht zwischen den beiden Gemeinden keine Einigkeit über den neuen Namen einer zusammengelegten Gemeinde.

### Gemeinderat
Der Gemeinderat besteht aus 15 Mitgliedern. Die letzten Gemeinderatswahlen brachten die folgenden Ergebnisse:
| Partei          | 2020    | 2020 | 2020    | 2015 | 2015 | 2015 | 2010 | 2010 | 2010 | 2005 | 2005 | 2005 | 2000  | 2000 | 2000 | 1995  | 1995 | 1995 | 1990 | 1990 | 1990 |
| Partei          | Stimmen | %    | Mandate | Sti. | %    | M.   | Sti. | %    | M.   | Sti. | %    | M.   | Sti.  | %    | M.   | Sti.  | %    | M.   | Sti. | %    | M.   |
| --------------- | ------- | ---- | ------- | ---- | ---- | ---- | ---- | ---- | ---- | ---- | ---- | ---- | ----- | ---- | ---- | ----- | ---- | ---- | ---- | ---- | ---- |
| SPÖ             | 925     | 58   | 9       | 563  | 35   | 5    | 591  | 35   | 5    | 692  | 41   | 6    | 0459  | 28   | 04   | 576   | 33   | 5    | 717  | 42   | 7    |
| ÖVP             | 573     | 36   | 5       | 746  | 47   | 7    | 979  | 57   | 9    | 856  | 50   | 8    | 1.020 | 62   | 10   | 1.045 | 59   | 9    | 916  | 53   | 8    |
| FPÖ             | 107     | 7    | 1       | 291  | 18   | 3    | 135  | 08   | 1    | 150  | 09   | 1    | 0167  | 10   | 01   | 141   | 08   | 1    | 093  | 05   | 0    |
| Wahlbeteiligung | 74 %    | 74 % | 74 %    | 76 % | 76 % | 76 % | 79 % | 79 % | 79 % | 81 % | 81 % | 81 % | 84 %  | 84 % | 84 % | 90 %  | 90 % | 90 % | 94 % | 94 % | 94 % |

### Wappen und Flagge
Blasonierung: „In Blau sparrenweise zwei ineinander gelegte silberne Hände (die Rechte in die Linke) an mit viermal beknöpften Manschetten bekleideten silbernen Unterarmen, ein Schildchen einrahmend, darin in Rot ein silberner Balken (Bindenschild).“ 
Wappenerklärung und Wappengeschichte: Die beiden in Sparrenform angeordneten, ineinandergelegten Hände (Treuhand) als Symbol des Friedens bezogen sich ursprünglich auf die Burganlage und stellen ein redendes Wappen dar, der Bindenschild weist auf die Stadtgründung durch den Babenberger Herzog Leopold V. hin.
Über eine Wappenverleihung an die Stadt Friedberg gibt es keinerlei Überlieferungen. Im Jahr 1313 verwendete Friedberg ein eigenes Siegel, dessen Aussehen nicht bekannt ist. Seit 1377 benutzte Friedberg ein neues Siegel (Typar), dessen ältester existierender Stempelabdruck als Siegel an einer Urkunde von 1491 erhalten blieb. Die Siegelumschrift „Sigillum civium in Friedberg“ („Siegel der Bürger in Friedberg“) zeigt als Siegelbild die sogenannte Treuhand – zwei ineinander gelegte Hände an bekleidete Armen reichen sich wachsend aus den unteren seitlichen Siegelrändern über einem Bindenschild. Das heute verwendete Stadtwappen wurde am 14. Mai 2011 in der jetzigen Form verliehen.
Die Stadtflagge hat zwei Streifen in den Farben Rot-Weiß mit dem Wappen.

### Städtepartnerschaften
Die Stadt unterhält seit 1966 eine Partnerschaft mit der gleichnamigen Stadt Friedberg in Bayern. 1968 kam die Gemeinde Ljutomer im nordöstlichen Teil Sloweniens hinzu. Mit Söchtenau, einer Gemeinde mit ca. 2600 Einwohnern im oberbayerischen Landkreis Rosenheim, besteht seit 1979 eine weitere Partnerschaft.

## Persönlichkeiten

### Söhne und Töchter der Gemeinde
- Johann Weitzer (1832–1902), Begründer der Grazer Maschinen- und Waggonbau-Aktiengesellschaft
- Franz Xaver Reitterer (1868–1932), Heimatdichter, Publizist und Politiker, Ehrenbürger der Stadt Friedberg
- Alice Strobl (1919–2010), österreichische Kunsthistorikerin
- Franz Blauensteiner (* 1952), Schauspieler, Choreograph, Gastdozent, Sänger, Regisseur und Autor
- Wolfgang-Lukas Strohmayer (* 1962), österreichischer Botschafter
- Anna F. (eigentlich Anna Wappel, * 1985), österreichische Sängerin aus Friedberg

### Mit Friedberg verbundene Persönlichkeiten
- Aquilin Julius Caesar (1720–1792), steiermärkischer Historiker und Augustiner-Chorherr, 1765 bis 1784 Stadtpfarrer von Friedberg
- Elias von Bourbon-Parma (1880–1959), Titularherzog von Parma und Piacenza, gestorben in Friedberg